# Апостолакева къща
Апостолакевата къща (на гръцки: Οικία Αποστολάκη) е историческа постройка в град Правища (Елевтеруполи), Гърция.
Сградата е част от Стария град на Правища и е разположена на улица „Егнатия“ № 68. Собственост е на семейство Апостолакис-Цонис. Построена е в османско време - в края на XIX - началото на XX век. В 1987 година сградата е обявена за паметник на културата като пример за „популярна традиционна архитектура с неокласически ефекти“.